# Індіра (село)
Індіра (рос. Индира) — село Ахвахського району, Дагестану Росії. Входить до складу муніципального утворення Сільрада Анчикська.
Населення — 433 (2010).

## Населення
За даними перепису населення 2002 року в селі мешкало 206 осіб. У тому числі 101 (49,03 %) чоловік та 105 (50,97 %) жінок.
Переважна більшість мешканців — аварці (99 % усіх мешканців).